# Estação de Todos os Santos
Estação de Todos os Santos é a temporada cristã ocidental que abrange o tríduo da Véspera de Todos os Santos (Halloween), Dia de Todos os Santos (All Hallows' Day) e Dia dos Fiéis Defuntos (All Souls' Day). Na língua inglesa é chamada de Allhallowtide, também existe outras palavras que são Hallowtide, Allsaintstide e Hallowmas.
O período começa em 31 de outubro anualmente. Estação de Todos os Santos é um "tempo para lembrar os mortos, incluindo mártires, santos e todos os cristãos fiéis que partiram."
A data atual de Estação de Todos os Santos e, portanto, também de sua vigília (Véspera de Todos os Santos) foi estabelecida por Roma, talvez pelo Papa Gregório III (731-741) e foi tornada obrigatória em todo o Império Franco por Luís, o Piedoso em 835. Em outros lugares, outras datas foram observadas ainda mais tarde, com a data na Irlanda sendo 20 de abril. No início do século 11, a data moderna do Dia de Finados foi popularizada, depois que o Abade Odilo estabeleceu como um dia para os monges de Cluny e mosteiros associados rezarem pelos mortos.

## Etimologia
A palavra Allhallowtide foi usada pela primeira vez em 1471, é derivada de duas palavras: a palavra do inglês antigo hallow, que significa "sagrado", na verdade também pode significar "santos", e a palavra Tide, que significa tempo ou estação (como Tempo Pascal e Quadra Natalícia ). A última parte da palavra Hallowmas é derivada de duas palavras: Hallow significa "santo" ou "sagrado" e Mas veio de palavra Mass que significa Missa, finalmente significando Missa dos Santos.

## História
A atitude cristã em relação à morte de mártires é exemplificada pela primeira vez no Novo Testamento, que registra que, após a decapitação de São João Batista, seus discípulos o sepultaram respeitosamente. Estêvão foi igualmente "dado um enterro cristão por seus companheiros cristãos depois de ter sido apedrejado até a morte por uma turba". Dois dos Padres Pós-Nicenos, Efrém, o Sírio, assim como João Crisóstomo, ambos escreveram sobre a importância de honrar os mortos; o teólogo Herman Heuser escreve que na Igreja primitiva, os dias de festa dos mártires eram observâncias locais, com igrejas sendo construídas nos locais onde seu sangue era derramado. Frances Stewart Mossier explica que isso mudou durante a perseguição aos cristãos no Império Romano, dizendo que:
Esse arranjo funcionou muito bem no início, mas logo havia mais mártires do que dias no ano e, portanto, um dia foi designado em homenagem a todos eles e chamado de Dia de Todos os Santos. Isso ocorreu por volta do ano 610 d.C. O dia do ano em que o festival ocorreu pela primeira vez foi em primeiro de maio, e não foi senão duzentos anos depois que ele foi alterado para 1º de novembro, o dia que agora observamos. Os cristãos daquela época tinham o hábito de passar a noite anterior ao Dia de Todos os Santos pensando na vida boa e útil daqueles em cuja honra o dia era guardado e orando para que fossem como eles. As missas eram realizadas nas igrejas, e velas e incenso eram queimados diante dos quadros e estátuas dos santos. Foi para eles um dos dias mais sagrados e significativos de todo o ano.  
Após o estabelecimento do Dia de Todos os Santos e sua vigília, Véspera de Todos os Santos no século 8 d.C, Odilo de Cluny popularizou o dia para orar pelo Dia dos Finados, formando o terceiro dia do tríduo de Estação de Todos os Santos. Ela pode ser pensado que os primeiros três dias de Estação de Todos os Santos podem ter se originado como uma lembrança ritualística do dilúvio em que na primeira noite, a véspera do Dia dos Todos os Santos lembra a maldade do mundo antes do dilúvio, a segunda noite que celebra os salvos que sobreviveram ao dilúvio e a última noite celebra aqueles que repovoariam a Terra.

## Tríduo de Estação dos Todos os Santos

### Véspera de Todos os Santos (Halloween)

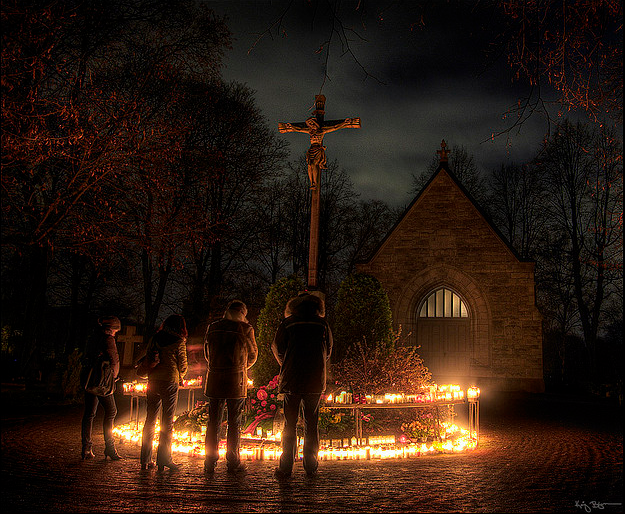
Pessoas orando na Véspera de Todos os Santos, na Suécia.

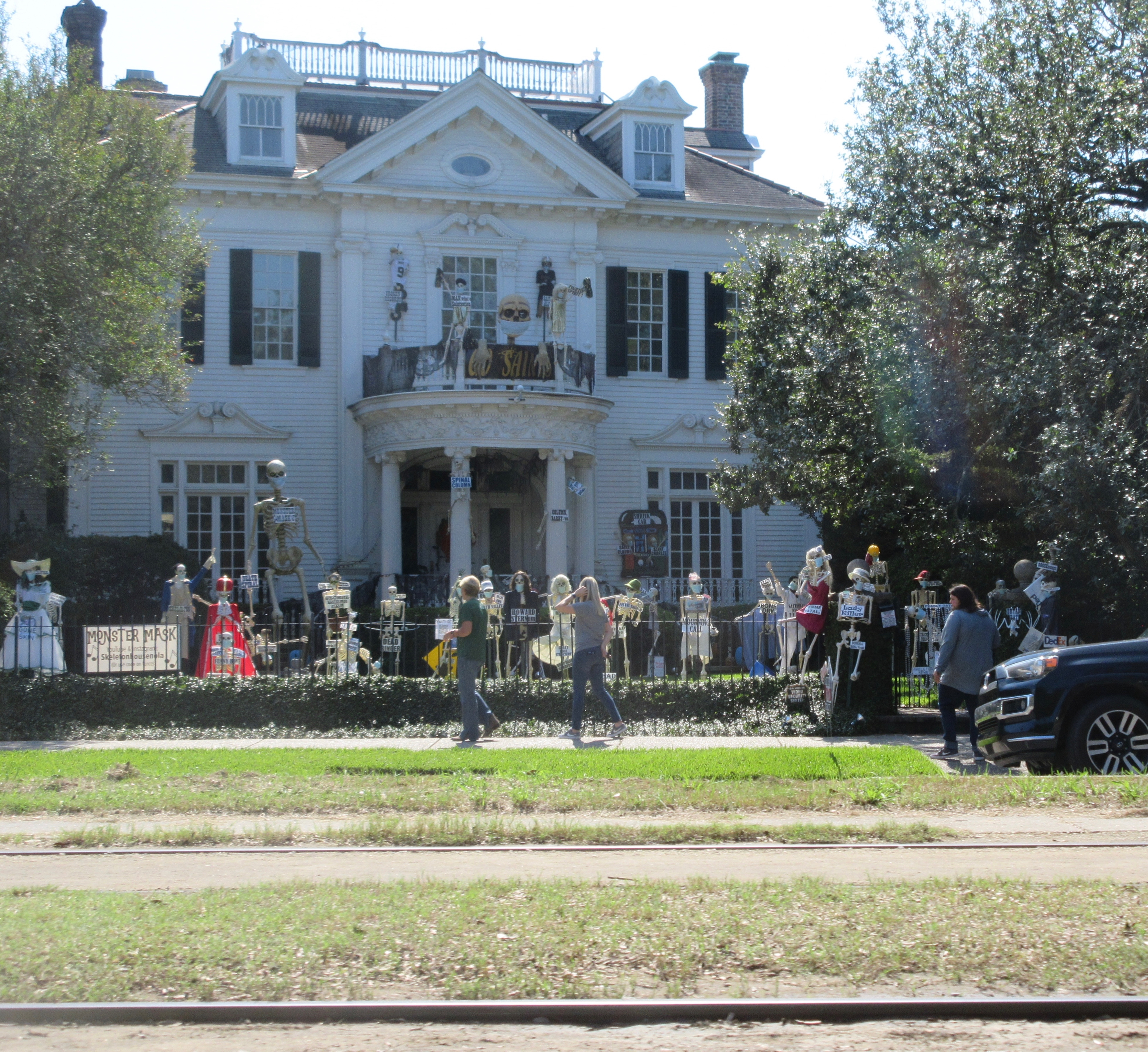
Halloween é uma festividade inspirada pela Véspera de Todos os Santos e Samhain

A Véspera de Todos os Santos (All Hallows 'Eve), muitas vezes também chamada de Halloween (devido a influência cultural norte-americana), é o primeiro dia da Estação de Todos os Santos, ocorre em 31 de Outubro. De acordo com alguns estudiosos, a Igreja Cristã absorveu algumas práticas celtas associadas ao Samhain e cristianizou a celebração a fim de facilitar a conversão dos celtas ao cristianismo; outros estudiosos sustentam que a observância cristã da Véspera de Todos os Santos surgiu completamente independente do Samhain. Na véspera de Todos os Santos, alguns acreditavam que o véu entre o mundo material e a vida após a morte se diluíra. Alguns cristãos costumam fazer uma visita ao cemitério neste dia, onde flores e velas são frequentemente colocadas em preparação para o Dia de Todos os Santos (All Hallows' Eve em inglês). 
O Halloween à maneira norte-americana (ou Dia das Bruxas), teve a sua origem nas Ilhas Britânicas, a partir de uma mistura dos costumes cristãos de Véspera de Todos os Santos e doSamhain celta, posteriormente sendo trazido para América do Norte pelos colonizadores britânicos e irlandeses, tornando se um de feriados mais celebrados na América do Norte. 
É celebrado em 31 de Outubro, existindo entre os canadenses e estadunidenses o costume das crianças irem nas portas da vizinhança para pedir os doces, pessoas usarem fantasias para festejar, exibição de atrações assombradas, etc. 
Algumas igrejas protestantes norte-americanas também celebram nesse dia, como Jesusween, a origem norte- americana, o Dia de Reforma Protestante e a Véspera de Todos os Santos.

### Dia de Todos os Santos
O segundo dia de Estação de Todos os Santos é conhecido como Dia de Todos os Santos, ocorre em 1º de novembro. O Dia de Todos os Santos é um dia sagrado para homenagear todos os santos e mártires, conhecidos e desconhecidos. Dia de Todos os Santos é "um dia sagrado cristão universal", mas tem uma importância especial na Igreja Católica Romana, Igreja Ortodoxa, Igrejas Anglicanas, Igrejas Luteranas, Igrejas Metodistas e algumas outras igrejas protestantes. 
No Dia de Todos os Santos, muitos cristãos visitam cemitérios para colocar flores e velas nos túmulos de seus entes queridos. Esta é uma prática comum em países como Espanha, Polônia, Filipinas, bem como certas partes dos Estados Unidos fortemente influenciadas pelo catolicismo romano, como a Luisiana e Marilândia.

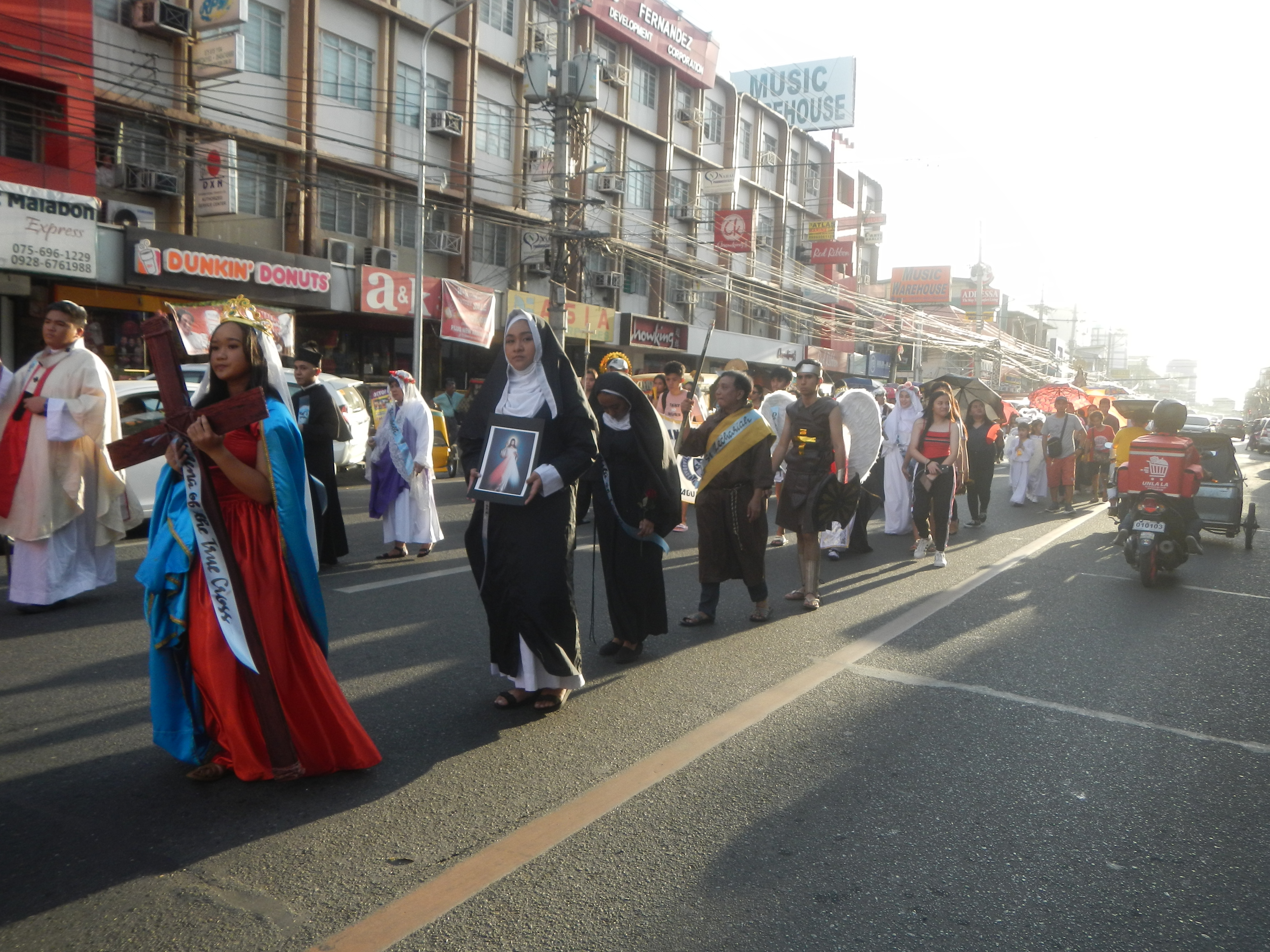
Desfile de Dia de Todos os Santos, nas Filipinas

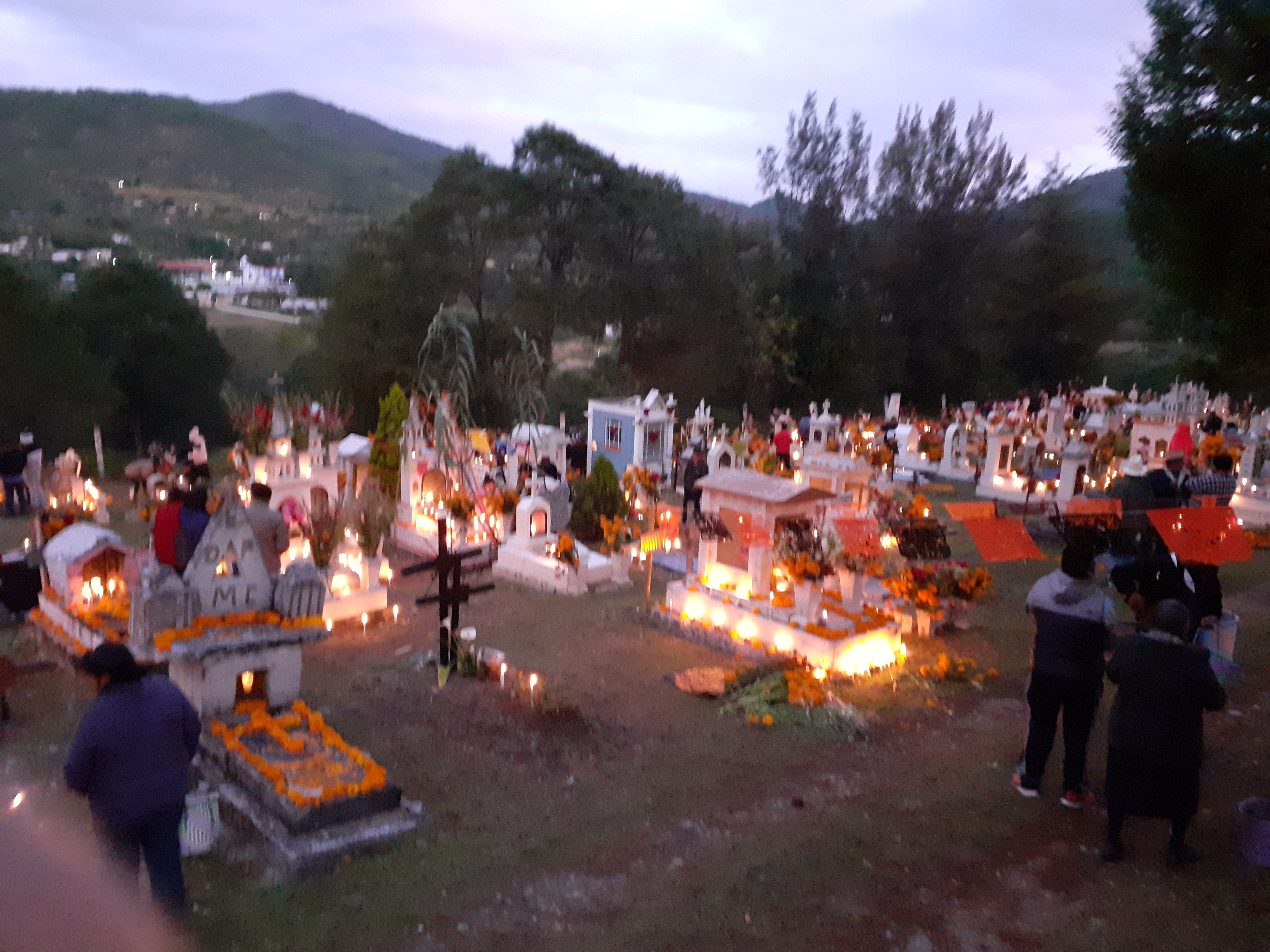
Dia dos Finados é celebrado em México

### Dia dos Fiéis Defuntos
O terceiro dia da Estação de Todos os Santos é conhecido como Dia dos Finados ou Dia dos Fiéis Defuntos, e também é chamado de "Comemoração de Todos os Defuntos". O Dia dos Finados se concentra em homenagear todos os cristãos fiéis "que são desconhecidos na comunhão mais ampla da igreja, especialmente membros da família e amigos". No entanto, hoje, o Dia de Todos os Santos e o Dia de Finados se fundiram, e muitos cristãos se lembram de todas as almas mortas ou "santos" no Dia de Todos os Santos. 
A observância do Dia de Finados "foi espalhada por toda a Europa" por Odilo de Cluny no início do século XI. Como a Véspera de Todos os Santos e o Dia de Todos os Santos, os membros da família frequentemente vão à missa e visitam os túmulos de seus entes queridos falecidos, colocando flores e velas acesas lá. O dia é celebrado em igrejas católicas romanas, católicas ortodoxas, anglicanas, metodistas, luteranas e outras igrejas protestantes. 
Historicamente, na França, no Dia de Finados, "as fraternidades funerárias eram especialmente ativas na decoração do cemitério, e em todos os lugares os padres lideravam uma procissão ao redor do cemitério e abençoavam os túmulos."
No México, é conhecido como Dia dos Mortos.